# San Mateo Atenco
San Mateo Atenco là một đô thị thuộc bang México, México. Năm 2005, dân số của đô thị này là 66740 người.